# Peter Hugh Brown
Mons. Peter Hugh Brown (* 9. listopadu 1947 Greymouth) je novozélandský římskokatolický kněz, emeritní biskup Samoa–Pago Pago a člen řádu Redemptoristů.

## Život
Narodil se 9. listopadu 1947 v Greymouthu. Roku 1965 po zahájení svého středoškolského studia na Xavier College v Christchurchu vstoupil do Redemptoristického Menšího semináře v Austrálii. Nicméně, tato zkušenost byla negativní a opustil seminář. Poté se vrátil zpět do Nového Zélandu dokončil střední školu a rozhodl se následovat povolání služby pro Boha jako laický bratr. Dne 16. února 1969 složil v řádu redemptoristů své první sliby. V letech 1969-1973 působil ve farnosti v Aucklandu svěřené Redemptoristům. Poté odešel do Samoi kde působil pět let. Dne 26. října 1975 složil své věčné sliby a znovu se rozhodl stát knězem. Roku 1978 vstoupil do Redemptoristického semináře v Melbourne (Austrálie) kde na Yarra Theological Union získal svá filosofická a teologická studia s titulem bakaláře umění teologie. Dne 19. prosince 1981 byl biskupem Briana Patrickem Ashbyem vysvěcen na kněze.
Po vysvěcení působil jako misionář v Samoze (1981-1987), kaplan Samojské komunity v diecézi Auckland (1987-1998), kněz ve Svaté zemi (1999-2005), kněz farnosti svatého Petra Chanela v diecézi Auckland (1999-2005). Od roku 2005 byl superiorem redemptoristů Nového Zélandu.
Dne 31. května 2013 jej papež František jmenoval diecézním biskupem Samoa–Pago Pago. Biskupské svěcení přijal 22. srpna 2013 z rukou arcibiskupa Martina Krebse a spolusvětiteli byli biskup John Quinn Weitzel a biskup Denis George Browne.
Dne 29. dubna 2023 přijal papež František.jeho rezignaci na post diecézního biskupa.